# スロバキアの地方行政区画
スロバキアの地方行政区画（Administratívne členenie Slovenska）は、kraj（県・地方・郡、英語 : region, county）、okres（郡または地区、英語 : district）と、mesto（市または町、英語 : city, town）、obec（村または基礎自治体、英語 : municipality）およびvojenský obvod（軍区、英語 : military district）で構成されている。現在の区分は1996年の地方行政区分再編で発足した。

## 概要
| No. | 県                         | 人口    | 面積 (km²) | 人口密度 | 県都                     |
| --- | -------------------------- | ------- | ---------- | -------- | ------------------------ |
| 1   | ブラチスラヴァ県           | 603,699 | 2,052.6    | 294.11   | ブラチスラヴァ           |
| 2   | トルナヴァ県               | 554,172 | 4,172.2    | 132.76   | トルナヴァ               |
| 3   | トレンチーン県             | 600,386 | 4,501.9    | 133.36   | トレンチーン             |
| 4   | ニトラ県                   | 708,498 | 6,343.4    | 111.69   | ニトラ                   |
| 5   | ジリナ県                   | 694,763 | 6,808.4    | 102.04   | ジリナ                   |
| 6   | バンスカー・ビストリツァ県 | 657,119 | 9,454.8    | 69.50    | バンスカー・ビストリツァ |
| 7   | プレショウ県               | 798,596 | 8,974.5    | 88.98    | プレショウ               |
| 8   | コシツェ県                 | 771,947 | 6,751.9    | 114.33   | コシツェ                 |

### Kraj（県）
8つのkrajが設けられている。第一級地方行政区画としての"kraj"はスロバキアおよびチェコでのみ用いられる用語で「国の一部」を意味し、英語では "region", "county", "territory", "province"となるなど、他言語で訳出する場合は複数の表現が見られる。
日本語では近隣のドイツやオーストリアにおける第一級行政区画（州、ドイツ語:land）の訳例にならって便宜的に「州」と訳すケースがごくまれに見られるが、ドイツ語"land"のスロバキア語およびチェコ語における訳語はkrajではなく、チェコスロバキア時代にkrajよりさらに上位の第一級行政区画の名称として用いられた"krajina"（スロバキア語）および"země"（チェコ語）である。このためkrajの訳語は、チェコとともに「県」が用いられるのが一般的である。このほか「地方」「郡」と訳される場合もある。
スロバキアにおいては、チェコスロバキア時代の1990年にkraj制が廃止される以前は4県（ブラチスラヴァ、西部スロバキア、中部スロバキア、東部スロバキア）が設けられており、1996年の再編時に8県体制で復活した。
各県は政府各省庁の出先機関である県庁（krajský úrad）が管轄していたが、欧州連合加盟に備えた地方自治体法改正で、2001年に日本の都道府県庁と同等の地方自治権を持った県自治政府（samosprávny kraj）が発足して権限移管が開始され、県庁は2007年9月に廃止された。県庁が所管していた国の業務の一部は政府の地方庁（obvodný úrad）が継承している。

### Okres（郡、地区）

スロバキアのokres（郡）区分。別図は左上がブラチスラヴァ市内、右下がコシツェ市内のokres区分

県の下位にあたる区分で、1996年の行政区画改編時に38okresが79okresに再編された。相当する英単語は"district"で、一般的に「郡」と訳される。特別市であるブラチスラヴァ市およびコシツェ市の市域内にも合わせて9つのokres（Bratislava I - Bratislava V, Košice I - Košice IV）があることから、「区」「地区」と訳されることも多い。
かつては郡ごとに行政機関の地区役所が置かれていたが、地方自治体制度の再編にともない2004年1月までに役所の統廃合が進められたため、現在は統計などで用いられる名目上の区分となっている。

### Mesto（市、町）とObec（基礎自治体、村）
自治体編成法（Zákon o obecnom zriadení, スロバキア国民議会1990年法律第369号）に基づき、全国に138のmestoと、3軍区を含む2883のobecが設けられている。日本語においてmestoは「市」と訳されるが、市街規模に応じて任意に「町」と訳されることもあり、明確な基準はない。
いずれも直接選挙によって地方議会及び首長を選出する。またブラチスラヴァ市およびコシツェ市は特別法のスロバキア共和国首都ブラチスラヴァ市法（スロバキア国民議会1990年法律第377号）およびコシツェ市法（スロバキア国民議会1990年法律第401号）に基づく特別市で、市長および市議会のほか、市内各街区の区長および区議会についても直接選挙で選出している。
obecは自治体編成法で示す条件を満たすか、将来的に条件を満たすことが見込める場合、mestoを名乗ることができる。同法に定めるmesto昇格の条件は次の通り。
- 当該地域における行政、経済、文化の中心地、または観光拠点、温泉地などであること。
- 周辺の基礎自治体に対する行政サービスを提供していること。
- 周辺地域を結ぶ交通網の拠点であること。（スロバキアの都市交通を参照）
- 少なくとも一部に都市計画建築区域が設けられていること。
- 人口が少なくとも5000人以上であること。

事前に住民投票を行って住民の承認を求めることが慣例となっており、1997年にはトルナヴァ県ドゥナイスカー・ストレダ郡ガプチコヴォ村で、住民の反対票が多数を占めたため、条件を満たしているにもかかわらずmesto昇格を断念したケースもある。
2008年末における人口規模で最大のmestoはブラチスラヴァ市（42万8791人）、最小のmestoはバンスカー・ビストリツァ県ヴェリュキー・クルチーシュ郡のモドリー・カメニュ市（1434人）および同県クルピナ郡のドゥジンツェ市（1500人）である。また最大のobecはコシツェ県スピシュスカー・ノヴァー・ヴェス郡のスミジャニ村（8605人）、次いでトレンチーン県プーホウ郡のベルシャ村（6052人）で、両村を含む12村が人口5000人を超えている。

#### Vojenský obvod（軍区）
軍区（Vojenský obvod）は、軍区法（スロバキア共和国国民議会1997年法律第281号）に基づく行政区画。地方自治体に属さない国有の国防用地で、国防省が行政機能を直接所管している。チェコスロバキア第一共和国末期に政府が演習場用地として村ごと接収する形で設けたのが始まりで、第二次世界大戦中および戦後の社会主義政権下で国内各地に設置された。
現在は軍事演習場（VVP, vojenské výcvikové priestory）のザーホリエ軍区（ブラチスラヴァ県マラツキ郡）、レシュチ軍区（バンスカー・ビストリツァ県ズヴォレン郡）、ヴァラシュコウツェ軍区（プレショウ県フメンネー郡）の3軍区が存在する。またヤヴォリナ軍区（プレショウ県ケジマロク郡）は、社会主義政権による接収に際し住民への補償が行われなかったことから一部区域における国の権利状態に疑問が生じる状態となっていたが、軍区内のケジマロク軍事演習場の休止に伴い、国有地のまま行政区画を周辺自治体に分割併合し2011年1月1日に廃止された。

### 行政区分下の区画
MestoおよびObec内における地籍を示す区画として、自治体編成法で街区（Mestská časť）・村区（Časť obce）を定めている。また通称地名として市街（Štvrť）、団地（Sídlisko）、集落（Osada）も用いられている。いずれも日本の町丁および大字・小字に相当する。特別市であるブラチスラヴァ市およびコシツェ市内の街区では、住民の直接選挙によって区長（Starosta）と区議会議員を選出している。

## その他の地方区分

### 地域統計分類単位
欧州連合加盟にともなって、欧州委員会統計局（Eurostat）の地域統計分類単位（Štatistická územná jednotka, 仏語 : NUTS, nomenclature des unités territoriales statistiques）が新たに設けられた。
| 地域統計分類単位   | 地域統計分類単位 | 地域統計分類単位   | 地域統計分類単位 | 区分数 | 例                             | 例    |
| レベル             | スロバキア語略号 | 相当する行政区画   | コード規則       | 区分数 | 例                             | 例    |
| ------------------ | ---------------- | ------------------ | ---------------- | ------ | ------------------------------ | ----- |
| NUTS 1             | RŠÚJ 1           | 全国               | SK0              | 1      | スロバキア                     | SK0   |
| NUTS 2             | RŠÚJ 2           | 地方（oblasť）     | SK0x             | 4      | 東部スロバキア                 | SK04  |
| NUTS 3             | RŠÚJ 3           | 県（kraj）         | SK0xx            | 8      | コシツェ県                     | SK042 |
| LAU 1 (旧・NUTS 4) | LŠÚJ 1           | 郡（okres）        |                  | 79     | コシツェ近郊郡                 |       |
| LAU 2 (旧・NUTS 5) | LŠÚJ 2           | 基礎自治体（obec） |                  | 2,878  | トゥルニャ・ナド・ボドヴォウ村 |       |

スロバキア国内のNUTS（NUTS1 - 3）区分とコードは次の通り。
- SK0 スロバキア共和国
  - SK01 ブラチスラヴァ県
    - SK010 ブラチスラヴァ県

  - SK02 西部スロバキア
    - SK021 トルナヴァ県
    - SK022 トレンチーン県
    - SK023 ニトラ県

  - SK03 中部スロバキア
    - SK031 ジリナ県
    - SK032 バンスカー・ビストリツァ県

  - SK04 東部スロバキア
    - SK041 プレショウ県
    - SK042 コシツェ県

## 過去の行政区画

### Župa（県・郡）

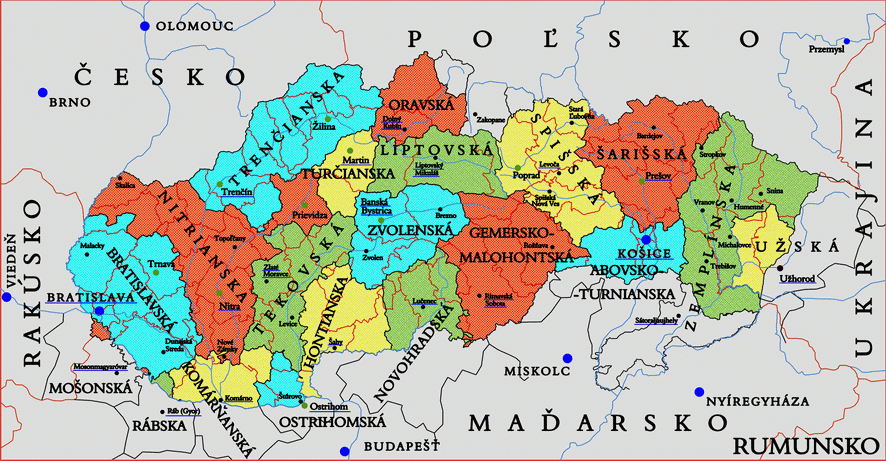
現在のスロバキア域内におけるチェコスロバキア建国前のžupa（県）区分

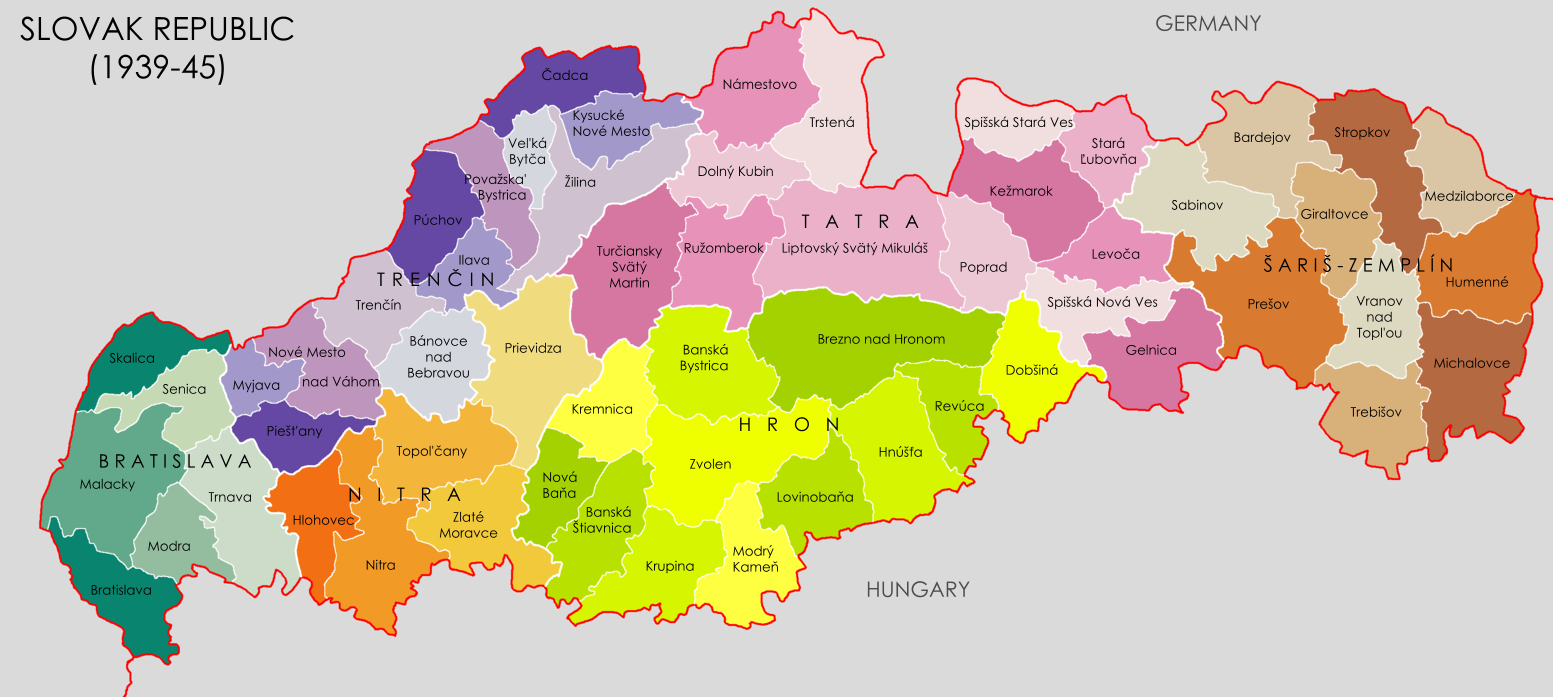
スロバキア第一共和国時代のžupa（県）およびokres（郡）区分

チェコスロバキア第一共和国時代およびスロバキア第一共和国時代のスロバキア域内には、現在のkrajにあたるžupa（県または郡）が存在した。中世スラブ圏で用いられた領土区分の名称が由来で、9世紀のモラヴィア王国時代に誕生。1918年のチェコスロバキア建国時にオーストリア＝ハンガリー帝国時代の区分をほぼ継承し、以下の16県が設けられた（かっこ内は中心都市）。
- ブラチスラヴァ県（ブラチスラヴァ）
- ニトラ県（ニトラ）
- トレンチーン県（トレンチーン）
- コマールノ県（コマールノ）
- テコウ県（ズラテー・モラウツェ）
- トゥリエツ県（マルチン）
- オラヴァ県（ドルニー・クビーン）
- リプトウ県（リプトウスキー・ミクラーシュ）
- ズヴォレン県（バンスカー・ビストリツァ）
- ホント県（シャヒ）
- ノヴォフラド県（バラージュスケー・デャルモチ ※現ハンガリーBalassagyarmat）
- ゲメル・マロホント県（リマフスカー・ソボタ）
- スピシュ県（レボチャ）
- アボフ・トゥミャ県（コシツェ）
- シャリシュ県（プレショウ）
- ゼムプリーン県（ノヴェー・メスト・ポッ・シアトロム ※現ハンガリーSátoraljaújhely）

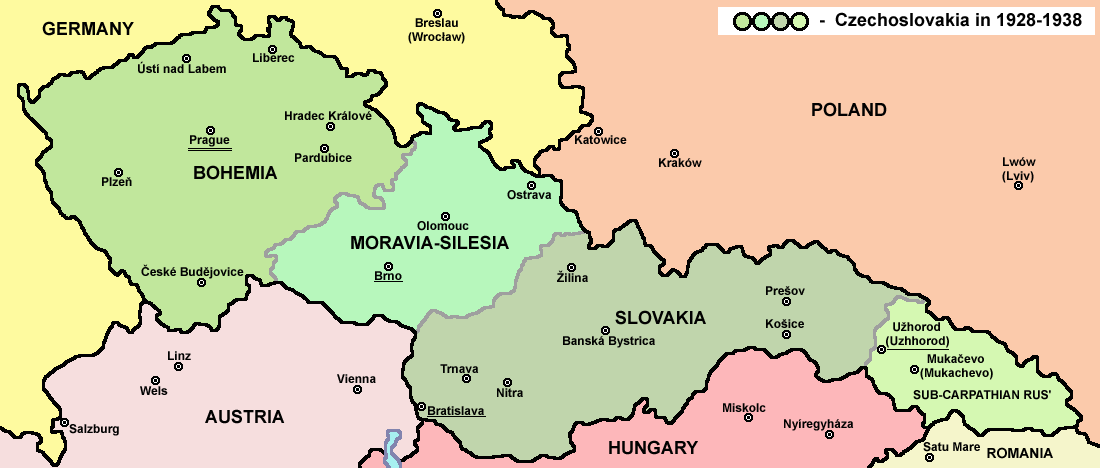
チェコスロバキア共和国（第一共和国）で1928年から実施されたkrajina/zem（州）区分

župaの下には94のokres（郡または地区）と4つの自治都市（バンスカー・ビストリツァ、ブラチスラヴァ、コマールノ、コシツェ）があった。のち30市が新たに自治権を獲得した。県は1923年に上級県（veľžupy）として6県（ブラチスラヴァ、ニトラ、ポヴァジュ、フロン、タトラ、コシツェ）と79郡（のち77郡）に再編され、1928年に廃止された。
のち第一次スロバキア共和国時代の1940年から1945年まで行政単位として復活し、6県（ブラチスラヴァ、ニトラ、トレンチーン、タトラ、シャリシュ・ゼムプリーン、フロン）が置かれた。

### Krajina, Zem（州）
1928年、župa制を廃止してより上位の「州」に相当するスロバキア語由来の"krajina"およびチェコ語由来の"zem"制が導入され、チェコ州（Česká zem, チェコ語:Země Česká)、モラビア＝シレジア州（Moravsko-sliezska zem, チェコ語 : Země Moravskoslezská)、スロバキア州（Slovenská krajina）、ポトカルパトスコルスク（下カルパティア・ルテニア）州（Podkarpatskoruská zem）の4州に区分された。州制はスロバキア第一共和国発足の1938年まで、および第二次世界大戦後の1945年から1948年まで実施された。

### 社会主義共和国・連邦共和国時代
スロバキア州は社会主義政権樹立後の1948年12月に6県（kraj : ブラチスラヴァ、バンスカー・ビストリツァ、コシツェ、ニトラ、プレショウ、ジリナ）に分割された。1960年に3県（西部スロバキア、中部スロバキア、東部スロバキア）に再編され、1968年に西部スロバキア県からブラチスラヴァが分離した。kraj制は「プラハの春」を受けた連邦制移行で、スロバキア域内が共和国（republika）となった1969年に一時廃止されたあと、1970年12月28日に復活。このときブラチスラヴァがkrajに昇格して4県となったが、民主化後、チェコスロバキア連邦共和国による1990年11月の地方行政機構再編時に廃止された。